# Langfeld (Gemeinde St. Martin)
Langfeld ist ein Ortsteil der Marktgemeinde St. Martin im Bezirk Gmünd in Niederösterreich. Bis Ende 1970 war Langfeld eine eigenständige Gemeinde. Die heutige Ortschaft hat 67 Einwohner (Stand 1. Jänner 2024).

## Lage
Der Ort befindet sich nordöstlich des Ortszentrums von St. Martin am Fluss Lainsitz, einem Nebenfluss der Moldau. Nordwestlich der Ortslage verläuft die Gmünder Straße (B 41).
Langfeld wird von der Waldviertler Schmalspurbahn tangiert.

## Geschichte
Das Angerdorf Langfeld wurde urkundlich erstmals im Jahre 1550 erwähnt. Im Jahre 1697 wurde der Ort dann urkundlich erstmals als „Lanngefelde“ genannt.
Am 10. Juni 1895 wurde das Gemeindegebiet von Sankt Martin von einem Hagelunwetter getroffen, das schwere Schäden verursachte. Seiher wird alljährlich eine Wallfahrt zu Fuß zur Langfelder Kapelle „Maria von Altötting“ abgehalten.
Laut Adressbuch von Österreich waren im Jahr 1938 in der Ortsgemeinde Langfeld ein Gastwirt, zwei Mühlen mit Sägewerk, ein Schmied, zwei Schuster und mehrere Landwirte ansässig.
Der damalige Gemeinde wurde in der Niederösterreichischen Kommunalstrukturverbesserung der Jahre 1971 bzw. 1972 mit den Ortschaften Anger, Schöllbüchl und Schützenberg mit Beginn 1971 an die Marktgemeinde St. Martin angeschlossen. Wenige Jahre später erhielt der Ort in der Zeit von 1978 bis 1985, wie auch der Ortsteil Harmanschlag und St. Martin selbst, eine Wasserversorgungsanlage.
In der Zeit von 2005 bis 2012 erfolgte eine Sanierung der Güterwege in Langfeld, St. Martin und Harmanschlag.

## Kultur und Sehenswürdigkeiten

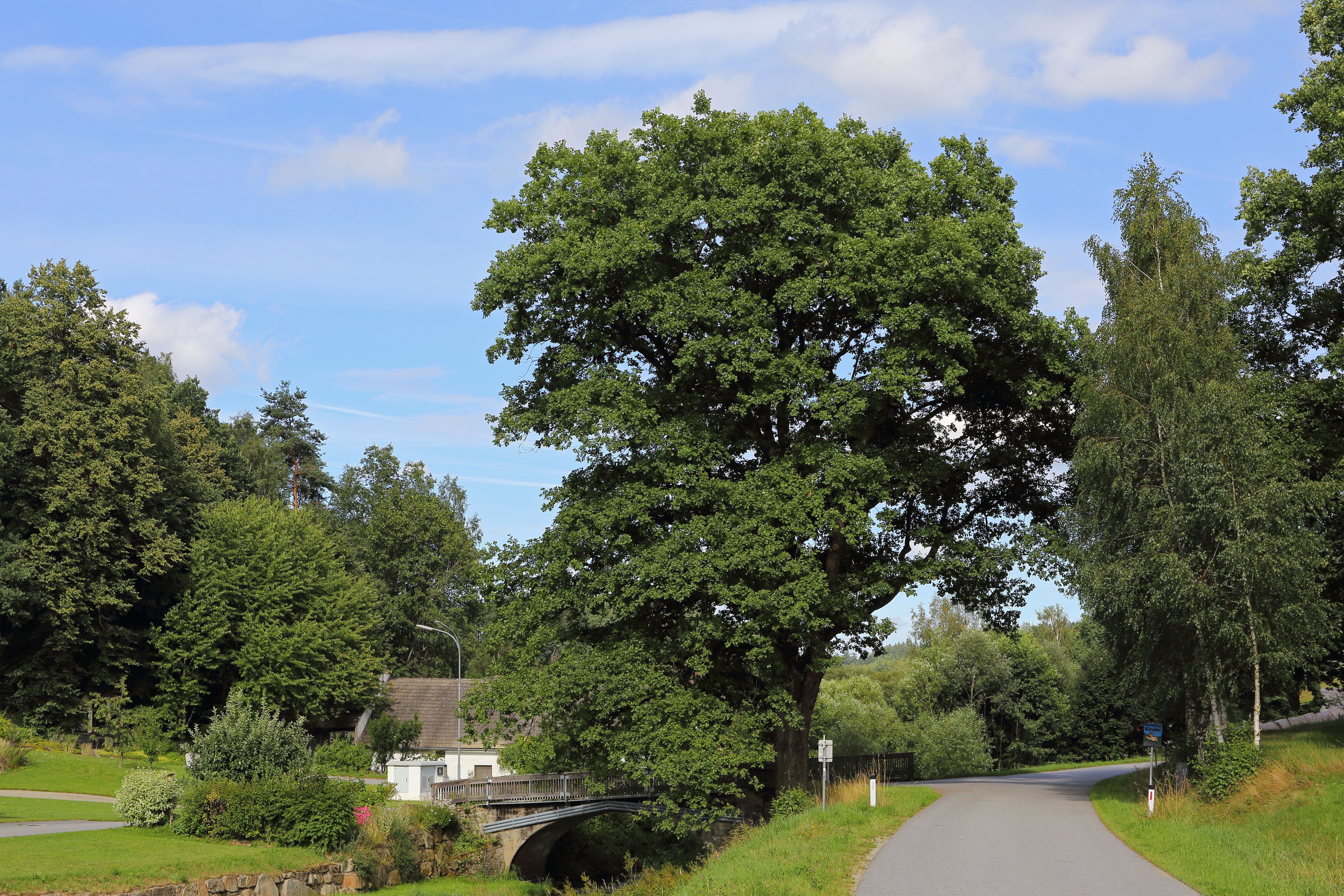
Stieleiche an der Lainsitz

Eine Sehenswürdigkeit ist die Kapelle „Maria von Altötting“. Die Votivkapelle wurde in den Jahren von 1744 bis 1745 errichtet. In ihrem Inneren ist eine Kopie der Gnadenstatue Maria von Altötting zu finden. Die Kapelle steht unter Denkmalschutz (Listeneintrag).
An Naturdenkmälern gibt es eine Stieleiche an der Lainsitz (Listeneintrag) und einen Ahornbaum in nordwestlicher Ortslage (Listeneintrag).